# Episodi di Punky Brewster (seconda stagione)
La seconda stagione della serie televisiva Punky Brewster è stata trasmessa in anteprima negli Stati Uniti d'America dalla NBC tra il 15 settembre 1985 e il 9 marzo 1986.
| nº | Titolo originale             | Titolo italiano | Prima TV USA      | Prima TV Italia |
| -- | ---------------------------- | --------------- | ----------------- | --------------- |
| 1  | The K.O. Kid                 |                 | 15 settembre 1985 |                 |
| 2  | Punky's Treehouse            |                 | 22 settembre 1985 |                 |
| 3  | Cheaters Never Win           |                 | 29 settembre 1985 |                 |
| 4  | Baby Buddies, Inc.           |                 | 6 ottobre 1985    |                 |
| 5  | Tap Your Troubles Away       |                 | 13 ottobre 1985   |                 |
| 6  | The Perils of Punky (Part 1) |                 | 20 ottobre 1985   |                 |
| 7  | The Perils of Punky (Part 2) |                 | 20 ottobre 1985   |                 |
| 8  | Just Say No                  |                 | 27 ottobre 1985   |                 |
| 9  | The Search                   |                 | 10 novembre 1985  |                 |
| 10 | Love Thy Neighbor            |                 | 17 novembre 1985  |                 |
| 11 | The Gift                     |                 | 24 novembre 1985  |                 |
| 12 | Milk Does a Body Good        |                 | 1º dicembre 1985  |                 |
| 13 | Christmas Shoplifting        |                 | 15 dicembre 1985  |                 |
| 14 | Urban Fear                   |                 | 5 gennaio 1986    |                 |
| 15 | Girls Will Be Boys           |                 | 12 gennaio 1986   |                 |
| 16 | Cherie Lifesaver             |                 | 19 gennaio 1986   |                 |
| 17 | Changes (Part 1)             |                 | 2 febbraio 1986   |                 |
| 18 | Changes (Part 2)             |                 | 9 febbraio 1986   |                 |
| 19 | Changes (Part 3)             |                 | 16 febbraio 1986  |                 |
| 20 | Changes (Part 4)             |                 | 23 febbraio 1986  |                 |
| 21 | Changes (Part 5)             |                 | 2 marzo 1986      |                 |
| 22 | Accidents Happen             |                 | 9 marzo 1986      |                 |